# Clytia gelatinosa
Clytia gelatinosa is een hydroïdpoliep uit de familie Campanulariidae. De poliep komt uit het geslacht Clytia. Clytia gelatinosa werd in 1900 voor het eerst wetenschappelijk beschreven door Mayer. 